# Велике переселення афроамериканців (США)

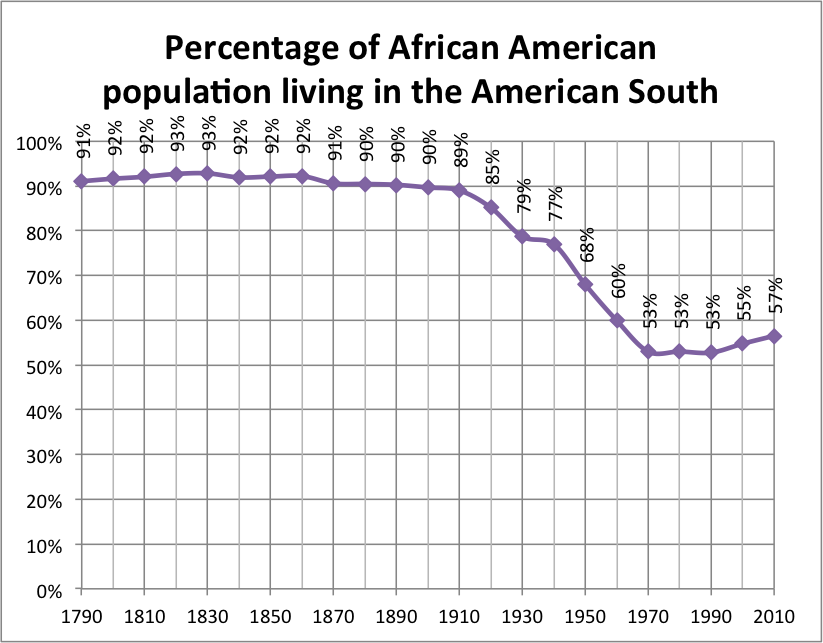
Відсоток Афроамериканців, що мешкають на Півдні США по роках

Вели́ке Пересе́лення, іноді відоме як Велике Переселення На Північ, було переміщенням шести мільйонів афроамериканців з сільських південних штатів Америки до міських північно-східних, середньозахідних і західних, що відбувалося між 1916 і 1970 роками. У будь-якому перепису США до 1910 року більше 90% афроамериканського населення мешкало на Півдні Америки. У 1900 році лише одна п'ята частина афроамериканців, які мешкали на півдні, жила у містах. Під кінець Великого Переселення на півдні залишилося десь 50% афроамериканського населення, тоді як трохи менше 50 відсотків жили на півночі і на заході, а само афроамериканське населення стало дуже урбанізованим. К 1960-м рокам з тих афроамериканців, що й до цих пір живуть на півдні, половина вже мешкала у міських районах, а на 1970 роки понад 80% афроамериканців по всій країні мешкали в містах. У 1991 році Ніколас Леман писав, що:
"Велике Переселення було одним з найбільших і найшвидших масових внутрішніх рухів в історії - можливо, найбільшим, яке не було викликане безпосередньою загрозою страти чи голоду. В безпосередніх кількостях це переважало міграцію будь-якої іншої етнічної групи - італійців, ірландців, євреїв або поляків - до США. Для чорношкірих міграція означала залишити те, що завжди було їх економічною та соціальною базою в Америці, й знайти нову".
Деякі історики розрізняють першу велику міграцію (1916–1940), в якій близько 1,6 млн. осіб переселилися з переважно сільських районів півдня в північні промислові міста, і другу велику міграцію (1940–1970), яка почалася після Великої Депресії і принесла на північ і захід щонайменше 5 мільйонів людей, включаючи багатьох городян з міськими навичками.
Наприкінці літа і восени 1919 р. расові напруження переросли у насильство і стали відомими як Червоне Літо. Цей період часу відзначався насильством і тривалими заворушеннями між чорношкірими та білими у великих містах США. Причини цього насильства різняться. Міста, які постраждали від насильства, включали Вашингтон; Чикаго; Омаху; Ноксвілл, Теннессі; і Елейн, Арканзас, невелике сільське містечко в 70 милях (110 км) на південний захід від Мемфіса.
Расові заворушення досягли піку в Чикаго, де нараховувалась найбільша кількість смертей і насильницьких дій, що трапились під час заворушень. Негри у Чикаго; Дослідження расових відносин і расових бунтів, офіційний звіт 1922 року про расові відносини в Чикаго, дійшов висновку, що існувало багато факторів, які призвели до насильницьких спалахів там. Здебільшого, багато чорношкірих чоловіків приборкали роботу білих чоловіків, які пішли воювати в Першій Світовій. Коли в 1918 році війна закінчилася, багато з останніх повернулися додому, дізнатися, що їх робочі місця зайняті чорношкірими чоловіками, які були готові працювати за куди як меншу платню. На той час коли насильство в Чикаго припинилося 38 людей втратили життя, а ще сотні отримали поранення. В містах по всій країні від насильства Червоного Літа постраждало й багато інших. Червоне Літо багатьох просвітило щодо зростаючої расової напруги в Америці. Насильство в цих великих містах стало передумовою настання Гарлемського Ренесансу, Американської Культурної Революції 1920х років.  